# Sermyle kirbyi
Sermyle kirbyi är en insektsart som beskrevs av Oliver Zompro 200. Sermyle kirbyi ingår i släktet Sermyle och familjen Diapheromeridae. Inga underarter finns listade i Catalogue of Life.